# Litsea pseudoculitlawan
Litsea pseudoculitlawan är en lagerväxtart som först beskrevs av Christian Gottfried Daniel Nees von Esenbeck, och fick sitt nu gällande namn av Christian Gottfried Daniel Nees von Esenbeck. Litsea pseudoculitlawan ingår i släktet Litsea och familjen lagerväxter. Inga underarter finns listade i Catalogue of Life.